# 1932 en sport
Cet article présente les faits marquants de l'année 1932 en sport.

## Automobile
- Le Français Maurice Vasselle remporte le Rallye automobile Monte-Carlo sur une Hotchkiss.
- 24 Heures du Mans : Alfa Romeo gagne les 24H avec les pilotes Raymond Sommer et Luigi Chinetti.
- Deuxième édition du championnat d'Europe des pilotes de « Formule » avec un règlement assez étrange : pilotes et écuries luttent pour décrocher le titre. L'écurie marque les points de sa meilleure voiture. Alfa Romeo remporte ainsi le titre devant son pilote Tazio Nuvolari.
- Course de côte de Gaillon : ultime édition.

## Baseball
- Les New York Yankees remportent les World Series face aux Chicago Cubs.

## Basket-ball
- CAUFA Reims champion de France.

## Boxe
- 21 juin : Jack Sharkey devient le nouveau champion du monde des poids lourds à la boxe en battant Max Schmeling aux points en 15 round à Long Island.

## Cyclisme
- Le Belge Romain Gijssels s’impose sur le Paris-Roubaix.
- 6 juillet - 31 juillet, Tour de France : le Français André Leducq s’impose devant l’Allemand Kurt Stöpel et l’Italien Francesco Camusso.
  - Article détaillé : Tour de France 1932
- L’Italien Alfredo Binda s’impose sur le Championnat du monde sur route de course en ligne.

## Football
- 2 janvier : Boca Juniors est le premier champion professionnel d'Argentine.
- 16 janvier : le football français devient officiellement professionnel
- Motherwell FC est champion d’Écosse.
- Everton FC est champion d’Angleterre.
- 16 avril : Rangers FC et Kilmarnock FC font match nul 1-1 en finale de la Coupe d'Écosse. Match à rejouer.
- 20 avril : Rangers FC remporte la Coupe d’Écosse face à Kilmarnock FC, 3-0.
- 23 avril : 
  - Inauguration du nouveau stade du Parc des Princes à Paris.
  - Newcastle United FC remporte la Coupe d’Angleterre en s’imposant en finale face à Arsenal, 2-1.
- 24 avril : l’AS Cannes remporte la Coupe de France face au Racing Club de Roubaix, 1-0.
- Le Real Madrid est champion d’Espagne.
- Lierse SK est champion de Belgique.
- 1er mai : Au Heysel, à Bruxelles, la Belgique bat la France sur le score de 5-2
- 29 mai : Juventus champion d’Italie.
- 12 juin : l'Admira Vienne est champion d'Autriche.
- 12 juin : le Bayern de Munich est champion d’Allemagne.
- 19 juin : l'Athletic Bilbao remporte la Coupe d'Espagne en s'imposant 2-0 en finale face au FC Barcelone.
- 3 juillet : Lausanne Sports est champion de Suisse.
- Stanley Matthews signe son premier contrat professionnel à Stoke City FC.
- 11 septembre : première journée du premier championnat de France professionnel.
  - Article détaillé : Championnat de France de football D1 1932-1933
  - Article détaillé : 1932 en football

## Football américain
- 18 décembre : Chicago Bears champion de la National Football League. Article détaillé : Saison NFL 1932.

## Football canadien
- Coupe Grey : Tigers de Hamilton 25, Roughriders de Regina 6.

## Golf
- L’Américain Gene Sarazen remporte le British Open.
- L’Américain Gene Sarazen remporte l’US Open.
- L’Américain Olin Dutra remporte le tournoi de l’USPGA.

## Hockey sur glace
- Coupe Magnus : Stade français champion de France.
- HC Davos sacré champion de Suisse.
- Aux jeux Olympiques, le Canada remporte la médaille d'or.
- 20 mars : la Suède remporte le championnat d'Europe devant l’Autriche.
- Les Maple Leafs de Toronto remportent la Coupe Stanley 1932.

## Jeux olympiques
- Jeux olympiques d'été à Los Angeles (É.-U.) dont les compétitions se tiennent entre le 30 juillet et le 14 août.
  - Article de fond: Jeux olympiques d'été de 1932.
- Jeux olympiques d'hiver à Lake Placid (É.-U.) dont les compétitions se tiennent entre le 4 février et le 15 février.
  - Article de fond: Jeux olympiques d'hiver de 1932.

## Joute nautique
- Jean Carmassi (dit l'avenir) et Sauveur Liparoti (dit l'esquimau) remportent ex aequo le Grand Prix de la Saint-Louis à Sète.

## Moto
- 22 - 23 mai : Bol d'or : le Français Jeannin gagne sur une Jonghi.

## Rugby à XV
- Le Pays de Galles et l’Angleterre remportent le Tournoi.
- Le Stade toulousain remporte le Tournoi des Quatorze.
- Le Lyon OU est champion de France.
- Le Gloucestershire champion d’Angleterre des comtés.
- Western Province champion d’Afrique du Sud des provinces (Currie Cup).

## Tennis
- Tournoi de Roland-Garros :
  - Le Français Henri Cochet s’impose en simple hommes.
  - L’Américaine Helen Wills s’impose en simple femmes.
- Tournoi de Wimbledon :
  - L’Américain Ellsworth Vines s’impose en simple hommes.
  - L’Américaine Helen Wills s’impose en simple femmes.
- championnat des États-Unis :
  - L’Américain Ellsworth Vines s’impose en simple hommes.
  - L’Américaine Helen Jacobs s’impose en simple femmes.
- Coupe Davis : l'équipe de France bat celle des États-Unis : 3 - 2.

## Divers
- 3 octobre : inauguration à Rome, à l’occasion des célébrations du 10e anniversaire du régime fasciste, du forum Mussolini, un ensemble d’équipements sportifs destinés à s’étendre sur une zone de 850 000 m².
- Fondation du club sportif Excelsior de Tunis par la communauté française résidente à El Omrane.

## Naissances
- 14 janvier :
  - Antonio Maspes, cycliste italien
  - Ian Wooldridge, journaliste sportif britannique. († 6 mars 2007).
- 27 janvier : Boris Shakhlin, gymnaste soviétique.
- 28 janvier : Parry O'Brien, athlète américain
- 31 janvier : Raymond Kaelbel, footballeur français. († 17 avril 2007).
- 8 février : Cliff Allison, pilote automobile britannique, qui disputa 16 Grands Prix de Formule 1 entre 1958 et 1961. († 7 avril 2005).
- 17 février : Aldo Quaglio, joueur français de rugby à XV puis de rugby à XIII.
- 18 février : Alphonse Halimi, boxeur français
- 28 février : Noel Cantwell, footballeur et joueur de cricket irlandais, puis entraîneur de football. († 8 septembre 2005).
- 29 février : Masten Gregory, pilote automobile américain de Formule 1, ayant disputé 38 Grands Prix en championnat du monde de 1957 à 1965. († 8 novembre 1985).
- 19 mars : Gay Brewer, joueur de golf américain. Vainqueur du Masters en 1967. († 31 août 2007).
- 20 mars : Tetsuo Okamoto, nageur brésilien. († 1er octobre 2007).
- 21 mars : Jean Stablinski, coureur cycliste français, champion du monde en 1962. († 22 juillet 2007).
- 13 avril : Dino Bruni, coureur cycliste italien,
- 27 juin : Bill Forester, joueur américain de football U.S. († 27 avril 2007).
- 7 août : Abebe Bikila, athlète éthiopien, champion olympique du marathon aux Jeux olympiques de Rome en 1960 et de Tokyo en 1964. († 25 octobre 1973).
- 30 septembre : Johnny Podres, joueur de baseball américain. Pitcher des Los Angeles Dodgers (1953-1966). († 13 janvier 2008).
- 12 octobre : Vitold Kreyer, athlète soviétique.
- 9 novembre : Frank Selvy, joueur américain professionnel de basket-ball.
- 8 décembre : Charly Gaul, cycliste luxembourgeois. († 6 décembre 2005).
- 12 décembre :
  - Jenő Dalnoki, footballeur hongrois. († 4 février 2006).
  - Robert E. Lee Pettit, joueur de basket-ball américain.

## Décès
- 2 août : Dan Brouthers, 74 ans, joueur de baseball américain, ayant évolué dans les Ligues majeures entre 1877 et 1896. (° 8 mai 1858).
- 18 août : William Brawn, 54 ans, footballeur anglais. (° 1er août 1878).
- 28 décembre : Jack Blackham, 78 ans, joueur de cricket australien. (° 11 mai 1854).